# 1,2-diclorobenceno
El 1,2-diclorobenceno, u ortodiclorobenceno (ODCB), es un compuesto orgánico de fórmula C6H4Cl2. Es un líquido incoloro, insoluble en agua pero miscible con disolventes  orgánicos. Es un derivado  del benceno, con dos átomos de cloro adyacentes.
Se utiliza principalmente como precursor en la síntesis de agroquímicos, como disolvente preferido para disolver  fullerenos.

## Producción y usos
El 1,2-diclorobenceno se obtiene a partir del clorobenceno:
{\displaystyle {\ce {C6H5Cl + Cl2 -> C6H4Cl2 + HCl}}}
La reacción también proporciona el 1,4- y cantidades pequeñas del 1,3-isómero. El 1,4- es el mayoritario, debido a sus reducidos efectos estéricos.

## Seguridad
Datos de exposición humana a 1,2-diclorobenceno muestran que las concentraciones de 100 ppm causan irritación esporádica de los ojos y vías respiratorias. El límite de exposición recomendado en jornadas de ocho horas es de 50 ppm.